# Gmina związkowa Nassau
Gmina związkowa Nassau (niem. Verbandsgemeinde Nassau) − dawna gmina związkowa w Niemczech, w kraju związkowym Nadrenia-Palatynat, w powiecie Rhein-Lahn. Siedziba gminy związkowej znajdowała się w mieście Nassau.

## Podział administracyjny
Gmina związkowa zrzeszała 19 gmin, w tym jedną gminę miejską (Stadt) oraz 18 gmin wiejskich:
1. Attenhausen
2. Dessighofen
3. Dienethal
4. Dornholzhausen
5. Geisig
6. Hömberg
7. Lollschied
8. Misselberg
9. Nassau
10. Obernhof
11. Oberwies
12. Pohl
13. Schweighausen
14. Seelbach
15. Singhofen
16. Sulzbach
17. Weinähr
18. Winden
19. Zimmerschied

1 stycznia 2019 gmina związkowa została połączona z gminą związkową Bad Ems tworząc tym samym nową gminę związkową Bad Ems-Nassau.